# Marušići (Buje)
Marušići is een plaats in de gemeente Buje in de Kroatische provincie Istrië. De plaats telt 179 inwoners (2001).